# Юліус Біттнер

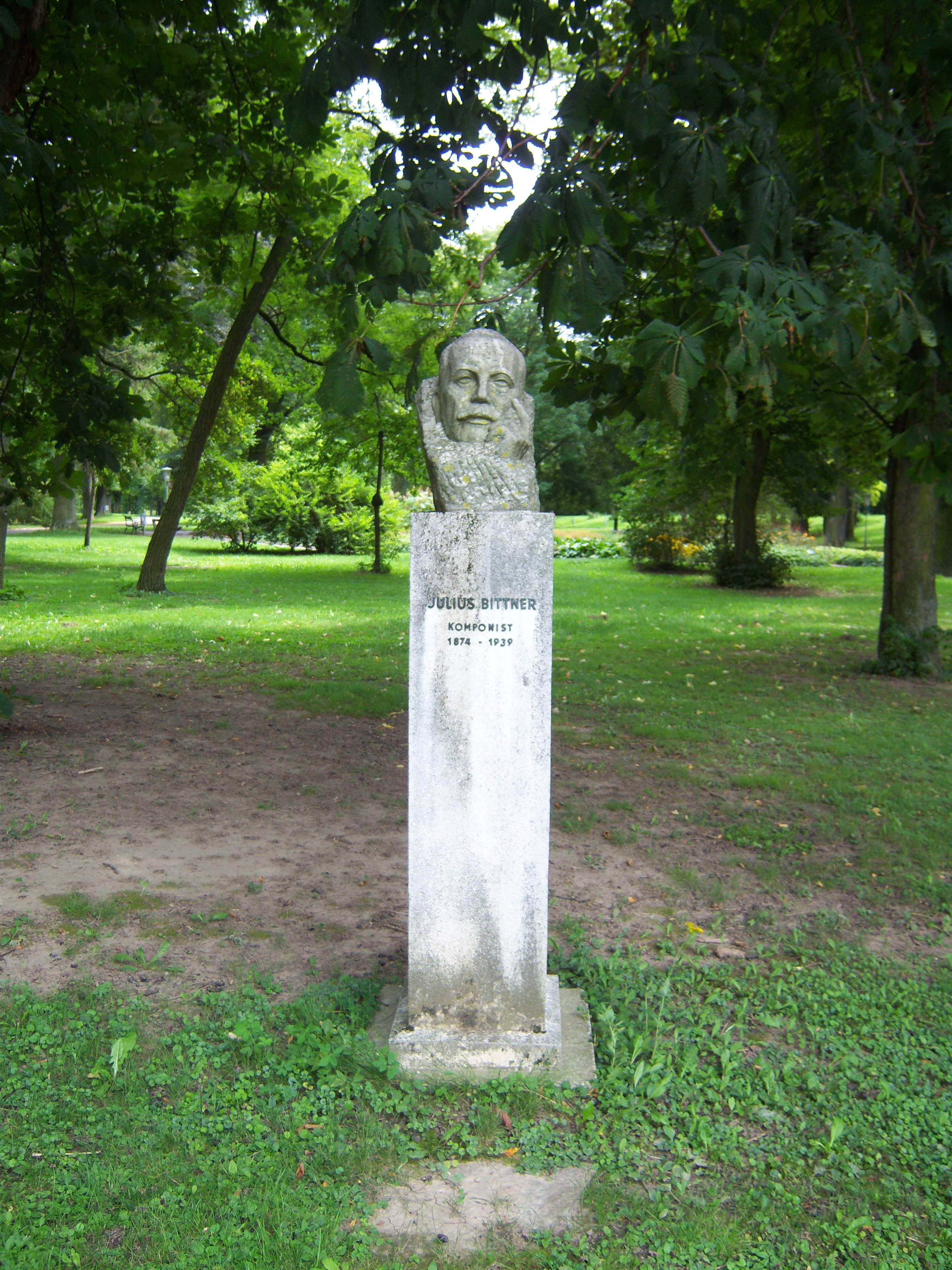
Бюст Юліуса Біттнера в місті Волькерсдорф-ім-Вайнфіртель

Юліус Біттнер (нім. Julius Bittner; 9 квітня 1874, Відень — 9 січня 1939, там само) — австрійський музикант і композитор.

## Біографія
Син судді. Зробив успішну кар'єру як юрист і аж до 1920 року займав суддівську посаду в Волькерсдорфі, потім протягом декількох років працював у департаменті юстиції.
Музичну освіту здобув у Віденській консерваторії, учень Йзефа Лабора.
У 1964 практично всі твори композитора: автографи, начерки та готові музичні твори були передані Віденській міській бібліотеці.
Похований у Відні на Центральному кладовищі.

## Творчість
Юліус Біттнер — представник пізньої романтичної опери в традиції Ріхарда Вагнера. Проявив себе головним чином в царині музичного театру. Був одним з найвідоміших і найбільш часто виконуваних австрійських оперних композиторів першої половини XX століття.
Автор 11 опер, у тому числі «Музикант» (1910), «Гірське озеро» (1911), «Пекельне золото» (1916) та ін.; балетів — «Ринок любові» (постановка 1909), «Тарантела смерті» (1920); 2-х оперет; музики для оркестру — 2 симфоній, 2 симфонічних поем; 2 струнних квартетів, сонати для віолончелі та фортеп'яно, п'єс для фортеп'яно, в тому числі цикл «Австрійські танці»; пісень.
Деякі опери, написані на австро-альпійські теми, в основному, базуються на самостійно написаних лібрето.

## Вибрані твори
Опери
- 1907 Die Rote Gred
- 1909 Der Musikant
- 1911 Der Bergsee
- 1916 Das Höllisch Gold
- 1917 Der liebe Augustin
- 1921 Die Kohlhaymerin
- 1923 Das Rosengärtlein
- 1934 Das Veilchen

## Нагороди
Отримав цілий ряд нагород і почесних звань. У 1915 — лавреат премії Gustav Mahler Prize, в 1918 — Raimund Prize, в 1925 отримав премію мистецтв міста Відня, в 1937 — Державну премію Австрії в галузі музики та літератури.
У 1925 році став членом Німецької академії мистецтв в Берліні.